# Ablabera
Ablabera of de meikeverachtigen is een geslacht van kevers uit de familie van de bladsprietkevers (Scarabaeidae).

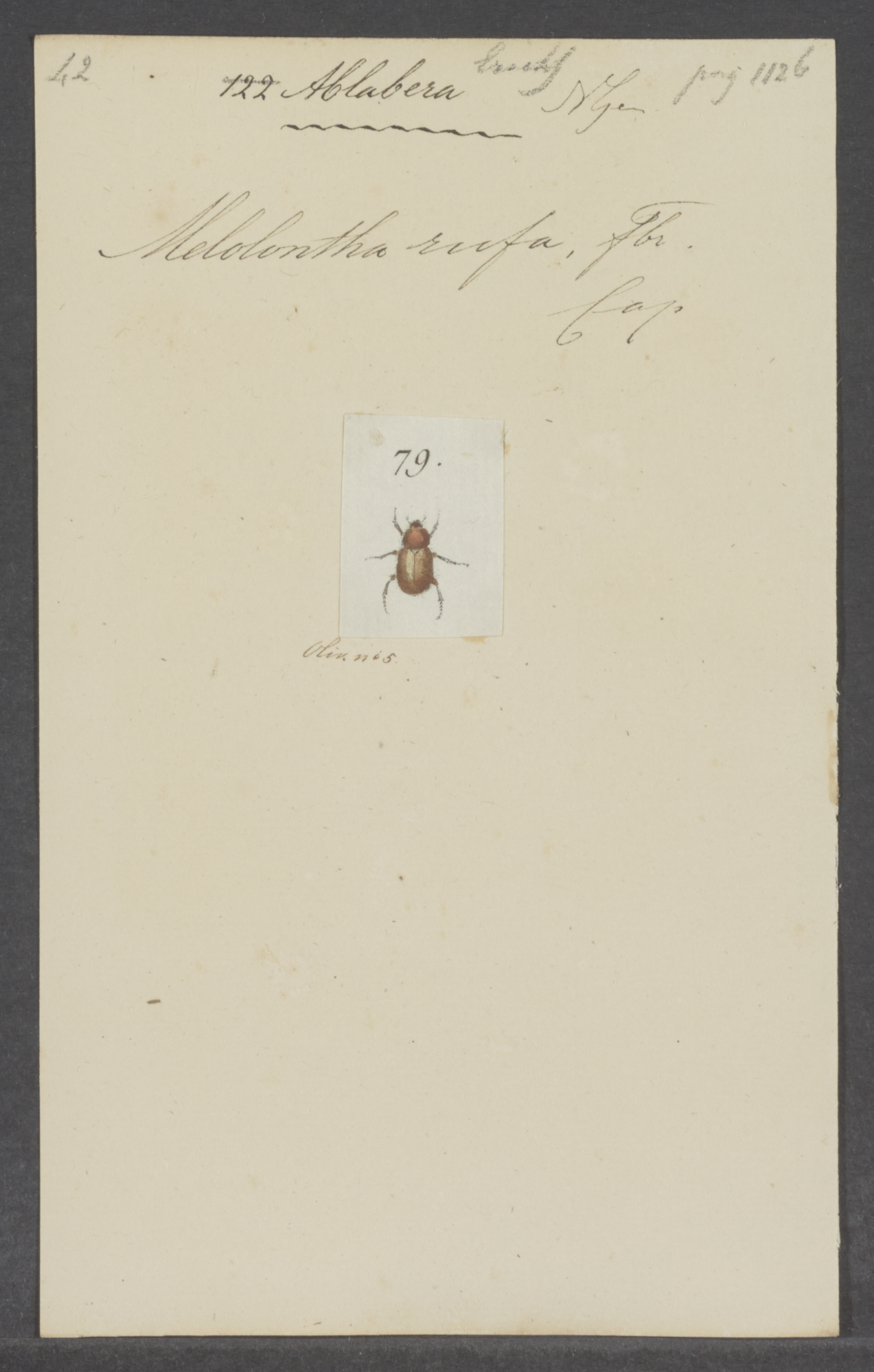
Ablabera in de Iconographia Zoologica

## Soorten
- Ablabera advena (Gyllenhal, 1817)
  - = Melolontha advena Gyllenhal, 1817
- Ablabera aeneobrunnea Fairmaire, 1886
- Ablabera amoena Péringuey, 1904
- Ablabera analis (Thunberg, 1818)
- Ablabera apicalis Fåhraeus, 1857
- Ablabera araneoides (Fabricius, 1792)
  - = Melolontha araneoides Fabricius, 1792
- Ablabera bagamojana Brenske, 1897
- Ablabera capicola Péringuey, 1904
- Ablabera delicatula Péringuey, 1908
- Ablabera flavoclypeata Wallengren, 1881
- Ablabera gratula Péringuey, 1904
- Ablabera gravidula Péringuey, 1904
- Ablabera hirsuta Blanchard, 1850
- Ablabera hirticollis Péringuey, 1904
- Ablabera hopeiana Péringuey, 1904
- Ablabera hottentotta Péringuey, 1904
- Ablabera iridescens Fairmaire, 1886
- Ablabera lalandei Blanchard, 1850
- Ablabera lutaria Harold, 1869
  - = Ablabera luridipennis Burmeister, 1855
- Ablabera matabelena Péringuey, 1904
- Ablabera modesta Péringuey, 1904
- Ablabera namaqua Péringuey, 1904
  - = Ablabera fuscipennis Blanchard, 1850
  - = Ablabera infuscata Blanchard, 1850
- Ablabera nana (Gyllenhal, 1817)
- Ablabera nigricans Burmeister, 1855
- Ablabera pellucida Burmeister, 1855
- Ablabera pilosula Fåhraeus, 1857
- Ablabera pulicaria Fåhraeus, 1857
- Ablabera rostrata Burmeister, 1855
- Ablabera rufa (Fabricius, 1775)
- Ablabera rufipes Blanchard, 1850
- Ablabera setosa Frey, 1960
- Ablabera similata Burmeister, 1855
- Ablabera splendida (Fabricius, 1781)
  - = Ablabera emarginaticeps Blanchard, 1850
  - = Ablabera luridipennis Blanchard, 1850
- Ablabera tenebrosa Burmeister, 1855
- Ablabera transvaalica Péringuey, 1904
- Ablabera vidua Burmeister, 1855

### Synoniemen
- Ablabera intermedia Blanchard, 1850 => Hybocamenta nigrita (Blanchard, 1850)
- Ablabera laevigata Fairmaire, 1868 => Balbera gracilis (Fairmaire, 1868)
- Ablabera gracilis Fairmaire, 1868 => Balbera gracilis (Fairmaire, 1868)
- Ablabera pallidula Fahraeus, 1857 => Hybocamenta pusilla (Burmeister, 1855)
- Ablabera rufipennis Fahraeus, 1857 => Hybocamenta nigrita (Blanchard, 1850)